# Reyer Venezia 1952-1953

## Stagione
La Reyer Venezia disputa il campionato di Serie A  terminando al 5º posto (su 12 squadre). 

## Rosa 1952-1953
- Giulio Geroli
- Luigi Borsoi
- Nantas Salvalaggio
- Piero Rossi
- Giancarlo Minetto
- "Baby" Italo Campanini
- L. "Gino" Campanini
- Giancarlo Dalla Chiara
- Gigi Marsico
- Guido Garlato
- Ruozi
- Toni Lelli
- Antonio De Biasi[1][2]

Allenatore: